# 박은영 (작가)
박은영은 대한민국의 텔레비전 드라마 작가이다. 

## 드라마
- 2009년 KBS2 수목 미니시리즈 《파트너》 ... 공동집필
- 2010년 KBS2 단막극 《KBS 드라마 스페셜 - 조금 야한 우리 연애》 ... 집필
- 2010년 KBS2 단막극 《KBS 드라마 스페셜 - 소년, 소녀를 만나다》 ... 집필
- 2010년 KBS2 단막극 《KBS 드라마 스페셜 - 오페라가 끝나면》 ... 집필
- 2010년 KBS2 단막극 《KBS 드라마 스페셜 - 피아니스트》 ... 집필
- 2011년 KBS2 단막극 《KBS 드라마 스페셜 - 영덕 우먼스 씨름단》 ... 집필
- 2013년 KBS2 단막극 《KBS 드라마 스페셜 연작시리즈 - 동화처럼》 ... 집필
- 2016년 ~ 2017년 KBS2 월화 특별기획 드라마 《화랑》 ... 집필
- 2024년 NETFILX 오리지널 시리즈 《트렁크》 ... 집필